# Чолбон
«Чолбо́н» (по-якутски «утренняя звезда», Венера; в якутской мифологии Чолбон — дух-хозяин звезды, который насылает на Землю холод) — якутская рок-группа из села Хомустах (Намцы) Верхневилюйского улуса Республики Саха (Якутия), основанная в 1986 году.
Музыка группы «Чолбон», которая иногда рассматривается как особое музыкальное направление («якутский рок»), представляет собой сплав из шаманских музыкальных традиций, авангарда, прогрессивного рока и хард-рока в стиле 1970-х. Нередко музыкальные критики (А. В. Бухарин, А. К. Троицкий и другие) упоминают о значительном влиянии на творчество группы «Чолбон» музыки Pink Floyd. Основные авторы композиций — Григорий и Александр Ильины. Песни исполняются на якутском языке.
Основной период активных концертных выступлений и записей группы приходится на конец 1980-х — начало 1990-х годов,
в дальнейшем творческая деятельность группы стала проявляться только периодически (запись двух альбомов в 2000—2001 годах, юбилейные концерты в 2006—2007 годах и т. д.). Двое из участников группы умерли (Никифор Семёнов — в 2000 году, Намолий Ильин — в 2007 году), остальные продолжают заниматься творчеством, в том числе и сольными проектами, иногда выступают с концертами.

## История группы

### Основание группы и ранние годы
В 1982 году в селе Кэнтик Верхневилюйского улуса глава местного наслега Михаил Тумусов создал рок-группу, которая получила одноимённое с селом название — «Кэнтик». В состав группы тогда вошли, среди прочих, Александр Ильин из села Намцы (клавишные, саксофон, гитара), Александр Иванов (ударные) и Юрий Васильев (гитара, вокал) — оба из Верхневилюйска. В этот период были созданы такие композиции, как «Оҕо санам оонньуута» («Улыбка детства моего»), «Дьоро киэһэ» («Весёлый вечер»), «Илиигин уунаар» («Протяни руку») и «Хаһан эрэ» («Когда-нибудь»), вошедшая в основной концертный репертуар и изданная впоследствии на нескольких альбомах группы.
После почти двухлетнего перерыва в творчестве (1984—1986 годы) музыканты группы «Кэнтик» собираются в селе Намцы. Состав группы меняется, в неё включают двух братьев Ильиных — Намолия Ильина (бас-гитара) и Григория Ильина (гитара, вокал), группу большинством голосов переименовали в «Чолбон» (в честь колхоза «Чолбон» Намского наслега). Музыкальный коллектив под новым названием и с новым составом записывает с 1986 по 1987 годы альбом «Ый анныгар санаа» («Мечтания под Луной»), в который вошли 20 песен, и выезжает на концерты за пределы Верхневилюйского улуса.
На раннем этапе творчества группы формируется своеобразный музыкальный стиль, в котором отразились влияния различных направлений от якутской народной музыки до прогрессивного рока. В записи и на концертах участники группы используют как традиционные для рок-музыки инструменты (электрогитары, синтезатор, саксофон), так и народные (хомус и бубен).
В 1987 году группа становится лауреатом фестиваля «Мирный поёт о мире». Тогда же музыку «Чолбона» услышали участники группы «Звуки Му», приехавшие на гастроли в Якутию. Один из музыкантов «Звуков Му» А. Д. Липницкий становится одним из главных пропагандистов творчества якутской группы. Фактически во многом благодаря усилиям А. Д. Липницкого и музыкального критика А. К. Троицкого группа «Чолбон» стала выступать на музыкальных фестивалях за пределами Якутии и активно продолжила творческую деятельность. В частности, музыканты группы «Чолбон» записали два альбома в домашней студии А. Д. Липницкого «Студио My» на даче на Николиной Горе в Подмосковье. На фестивале «Мирный поёт о мире» с группой пели Михаил Тумусов и Матрёна Семёнова, но на последующих выступлениях основным вокалистом группы становится Юрий Васильев. В 1987 году «Чолбон» (вместе с ещё одной якутской рок-группой «Сэргэ») выступили также на ежегодном конкурсе популярной песни «Якутск» и на совместном концерте в актовом зале Якутского сельскохозяйственного института, который стал одним из первых рок-концертов в городе Якутске.

### Период наибольшего успеха
В конце 1980-х к группе «Чолбон» присоединяются вокалист Никифор Семёнов и актриса и певица Степанида Борисова, если участие в группе последней было эпизодическим, то Никифор Семёнов продолжил выступать в группе и стал одним из её лидеров.
С 1989 года «Чолбон» активно выступает не только в Якутии (в частности, группа сыграла на первой в республике поп-рок панораме «Туймаада-89»), но и за её пределами на музыкальных фестивалях в таких городах, как Новосибирск («Некст стоп рок-н-ролл»), Свердловск, Барнаул («Рок-периферия»), Ленинград (концерт в рамках акции «Гринпис»), Москва, и приобретает всесоюзную известность. В частности, концертное выступление группы на московском фестивале андеграунда «СыРок» в декабре 1989 года транслировалось по центральному телевидению.
В 1990 году «Чолбон» выступил в Барнауле на музыкальном фестивале «Рок-Азия» и был признан на нём «супергруппой». В том же году «Чолбон» принял участие в фестивале, организованном Программой «А», выйдя на сцену после группы «Машина времени» (запись этого концерта выпущена на DVD в 2009 году). Якутский рок-коллектив становится в 1990 году лучшей авангардной группой СССР — первое место отдал якутской группе в хит-параде лучших исполнителей авангардной музыки ведущий Программы «А» А. К. Троицкий.
Кроме того, в 1990 году группа «Чолбон» записала материал для двух альбомов в студии группы «Звуки Му» совместно с А. Марчуком и А. Д. Липницким при поддержке А. К. Троицкого. В первый альбом («Видения») вошли небольшие по длительности песни, почти весь второй альбом («Пробуждение») заняла одна продолжительная композиция.
Летом 1990 года «Чолбон» выступил на первом фестивале якутской рок-музыки «Табык». А в 1991 году вместе с ещё тремя якутскими рок-группами («Ай-Тал», «Чороон» и «Сэргэ») сыграли в Москве на концертах, прошедших под общим названием «Дни современной музыки народа саха». Запись с этих концертов «Табык: Современная музыка народа саха», включившая 16-минутную версию композиции «Уhуктуу» (Пробуждение), издана в формате двойного винилового альбома (2LP) фирмой Feelee Records.
В январе 1991 года Алексей Учитель снимает вторую часть фильма «Рок». Съёмки проводились, в частности, во время концерта в Молодёжном театре. Помимо «АукцЫона» и других рок-групп, в концерте принял участие «Чолбон». Позднее было смонтировано видео, в котором сценическое исполнение композиции «Пробуждение» чередуется с кадрами заснеженной зимней природы.
«Диск полон величавых органных переливов и рокочущего баса, струящихся, обволакивающих звуков, навевающих золотые грезы арт-рока: тут и поэты обратной стороны Луны, и что-то от YES, что-то от Эмерсона. Конечно, хорош заклинающий вокал на экзотическом языке: дикий, интенсивный, яркий, как якутский неотшлифованный алмаз!».
В 1992 году группа записывает альбом «Про́клятый камень», выпущенный фирмой RGM (Russian German Music) в формате LP. Этот альбом включил композиции, записанные группой в разные годы, начиная с периода группы «Кэнтик» (в том числе и песню «Когда-нибудь», стихи к которой сочинил Михаил Тумусов). На обратной стороне обложки диска была размещена аннотация А. К. Троицкого.
В первой половине 1990-х годов «Чолбон» продолжает активную гастрольную деятельность. В 1994 году музыканты выступают с концертами в Италии и Франции, в 1995 — в Гонконге и Финляндии. Также группа участвует в проводившихся в Якутии фестивалях «Табык-92», «Табык-94» и «Табык-96».

### 1999—2008 годы
В 1999 году после небольшого перерыва группа снова возвращается на сцену. В 2000 году записывает новый студийный альбом «Көмүс ардах» (рус. Золотой дождь), выпущенный лейблом Duoraan Records. В записи альбома «Көмүс ардах» принимали участие музыканты группы «Дапсы». Кроме новых работ, в альбом была включена также версия уже известной композиции Г. Ильина «Ким этиэй?» (Кто скажет?). В апреле 2000 года умирает вокалист группы Никифор Семёнов.
В 2001 году в студии фирмы «Duoraan records» записывается альбом «Быстыспат ситим» (рус. Неразрывность), первую часть которого (композиции с первой по шестую, кроме песни «Ахтылҕан» — рус.Белые ночи) составили концертные записи с фестиваля якутской этнической музыки «Табык», прошедшего в 2000 году. Как и в записи альбома «Золотой дождь» помощь при работе над альбомом «Неразрывность» оказала группа «Дапсы». В 2002 году музыканты «Чолбона» отметили своё 15-летие юбилейным концертом. В этом же году, а также в 2004 и 2005 — группа принимает участие в ежегодных фестивалях «Табык».
Весной 2006 года проходит празднование 20-летия группы «Чолбон», а весной 2007 — 25-летия группы «Кэнтик», на основе которой был создан «Чолбон». Вместо Намолия Ильина с группой стал выступать басист Гаврил Сазонов.
Осенью 2007 года умер бас-гитарист группы «Чолбон» — Намолий Ильин. В мае 2008 года группа дала два концерта — в Монголии и в Якутске. Юрий Васильев и Александр Ильин занялись сольным творчеством — в 2008 году они записали альбом «Түгэни ыытыма» (рус. Живи секундой).

### Настоящее время
В 2010-е годы группа «Чолбон» не издаёт новых записей, её музыкальная деятельность ограничивается редкими концертными выступлениями. Среди них выступление на фестивале «Табык» в Якутске в ноябре 2011 года, на котором «Чолбон» отыграл целый концерт с группой А. Д. Липницкого «Отзвуки Му», а также первое за много лет выступление в Москве в 2013 году (в рамках праздника Ысыах) — 13 июня в Московском доме национальностей и 15 июня в Коломенском парке. Кроме того, в 2014 году группа в очередной раз выступила на фестивале «Табык».
В марте 2016 года группа дала два концерта в Якутске в Русском драматическом театре, посвящённые 30-летию творческой деятельности.
15 марта 2020 года в Культурном центре СВФУ «Сергеляхские огни» состоялся концерт группы «Чолбон» в честь 60-летнего юбилея Александра Ильина.

## Музыкальный стиль
Стиль музыки группы «Чолбон» рок-критик А. К. Троицкий определил как «сочетание медитативного, монументального блюза и экстатического шаманского мелодизма», отметив при этом влияние на творчество якутского коллектива музыки группы Pink Floyd: музыка группы «Чолбон» звучит так, «как если бы Pink Floyd играли у костра в тундре под настоящим северным сиянием, а вокалистом был вошедший в транс шаман». Он также подчёркивает авангардный характер музыкального стиля «Чолбона». Упоминая о прогрессивном роке, поп-музыке и якутском фольклоре, под воздействием которых формировалась музыка группы «Чолбон», А. К. Троицкий классифицировал эту музыку как особое музыкальное направление — «якутский рок».
Влияние британской группы на «Чолбон» также отмечает критик А. В. Бухарин. В аннотации к сборнику «Табык: Современная музыка народа саха» он пишет, что «Чолбон из села Намцы — тягучий заполярный Pink Floyd, выгодно отличающийся от оного тем, что подрывает собственную медитативностъ нарастающими неистовыми ритмами».
По мнению А. А. Курбановского, для группы «Чолбон» (по-крайней мере, для их альбома «Проклятый камень») близко направление арт-рока, помимо Pink Floyd, в музыке якутского рок-коллектива улавливаются параллели с Yes и Emerson, Lake & Palmer. Впрочем, он также выделяет в музыке группы стилистику группы Rush (в песне «Под моим небом»), ритмы ска (в песне «Другу») и т. д.

## Отзывы
Весной 1987 года группа «Звуки Му» отправилась на свои первые гастроли в город Мирный (Якутия). Мы увидели голую мерзлую землю с голубыми дырами для рытья алмазов и деревянные бараки. Такой город. Но потом мы встретили «Чолбон». И до, и после я знакомился со многими звездами рок-музыки, от Градского в 1969 г. до Билла Уаймена в 1990 — но якуты произвели самое сильное впечатление. Наверное, такой же приятный шок испытал бы советский луноход, если бы при первой же космической прогулке на Луне набрел бы на земляничную поляну.

Александр Липницкий

Блеснули каким-то внеземным шаманским музыкальным вкусом ребята из Якутии — ЧОЛБОН, толпа их фанов не стеснялась своих публичных улетов к духам праотцов под изысканные завороты утробных звуков вокалиста.

Янка Дягилева

«Чолбон» — рок-группа из поселка Намцы Верхне-Вилюйского района Якутии. «Проклятый камень» — её первый альбом. Как и весь якутский рок, «Чолбон» — явление неожиданное и уникальное. Далекие от людных поветрий Лондона и Ленинграда, но близкие по духу своей национальной культуре и мифологии, музыканты «Чолбона» создали своеобразный стиль, который с полным правом можно назвать «якутским роком». Стиль этот неоднороден: в нем чувствуется и влияние «прогрессивного» рока (не случайно «Чолбон» называли "сибирскими «Пинк Флойд»), и отголоски наивных поп-шлягеров, — и свежесть народных плясовых мелодий, и гипнотический ритм шаманских ритуалов. Вместе с тем, творчество «Чолбона» — явление абсолютно цельное и очень серьезное. Для музыкантов это не способ заработка и не метод карьеры в шоу-бизнесе, а реальный путь постижения действительности и выражения жизненной философии. Говоря иными словами, рок «Чолбона» — это настоящая духовная музыка. Пожалуй, по-настоящему испытать на себе магию «Чолбона» можно только на «живом» концерте, однако и эта студийная запись позволит вам приоткрыть дверь в чистый и завораживающий мир якутского рока.

Артемий Троицкий

## Состав группы
Основной состав группы «Чолбон»:
- Юрий Васильев (Дьуур Бахлай) — гитара, хомус, бубен, вокал;
- Григорий Ильин — гитара, вокал;
- Александр Ильин (Александр Мондо) — клавишные, саксофон, гитара, вокал;
- Намолий Ильин — бас-гитара (до 2007 года);
- Никифор Семёнов — хомус, бубен, вокал (до 2000 года);
- Александр Иванов — ударные (до 2013 года)

Участники раннего состава группы:
- Михаил Тумусов (Тумус Мэхээлэ) — вокал (в раннем составе группы);
- Матрёна Сёменова — вокал (в раннем составе группы).

Новые участники:
- Гаврил Сазонов — бас-гитара (сменил Намолия Ильина в 2007 году).
- Игорь Сортолов — ударные.

Музыка и тексты: Григорий Ильин, Александр Ильин, Юрий Васильев, Никифор Семёнов, Михаил Тумусов, Александр Иванов.

## Дискография

### Студийные альбомы
| Год  | Название                                  | Примечания                                   |
| ---- | ----------------------------------------- | -------------------------------------------- |
| 1987 | «Ый анныгар санаа» («Мечтания под Луной») | Студийный альбом                             |
| 1989 | «Уhуктуу» («Пробуждение»)                 | Студийный альбом                             |
| 1990 | «Көстүүлэр» («Видения»)                   | Студийный альбом; «Студио Му»                |
| 1990 | «Уhуктуу» («Пробуждение»)                 | Студийный альбом; «Студио Му»                |
| 1992 | «Кырыыктаах таас» («Про́клятый камень»)    | Студийный альбом; RGM (Russian German Music) |
| 2000 | «Көмүс ардах» («Золотой дождь»)           | Студийный альбом; Duoraan Records            |
| 2001 | «Быстыспат ситим» («Неразрывность»)       | Студийный альбом; Duoraan Records            |

### Концертные записи
Концертные записи с музыкальных фестивалей (с другими исполнителями)
| Год  | Название                                       | Примечания                                   |
| ---- | ---------------------------------------------- | -------------------------------------------- |
| 1993 | «Табык: Современная музыка народа саха»        | Концертный альбом (двойной); Feelee Records  |
| 1995 | «Табык. Лучшее»                                | Концертный альбом;                           |
| 2000 | Ethno Music Festival Tabyk 1995—98. Vol. 1 & 2 | Концертный альбом (двойной); Duoraan Records |
| 2009 | «Программа А. Фестиваль. 1990»                 | Видеоконцерт; (DVD)                          |

Неофициально изданная концертная запись
| Год  | Название           | Примечания        |
| ---- | ------------------ | ----------------- |
| 2007 | Концерт в гимназии | Концертный альбом |

### Сольные альбомы
Юрий Васильев и Александр Ильин
| Год  | Название                        | Примечания       |
| ---- | ------------------------------- | ---------------- |
| 2008 | «Түгэни ыытыма» (Живи секундой) | Студийный альбом |